# Johan Åkerblad (spegelmakare)
Johan Åkerblad, född 1728, död 9 augusti 1799 i Stockholm, var en svensk spegelmakarmästare.
Han var gift första gången med Anna Magdalena Lenngren och andra gången med Anna Catharina Bourckell samt far till Johan Åkerblad. Han fick privilegium av Kommerskollegium 1758 att etablera en spegelfabrik i Stockholm. I verkstaden tillverkades ett stort antal speglar med förgyllda ramar prydda med skulpterade girlanger, medaljonger och andra gustavianska motiv. Dessutom levererade han ramar med spegelglaslister. Ornamenten på ramarna var vanligen utskurna ur trä eller gjutna i gips. Åkerblad är representerad vid Kungliga husgerådskammaren.  